# ヒヒ
ヒヒ（狒々）は、霊長目オナガザル科ヒヒ属 Papio に属する哺乳類の総称。アフリカに分布する。地上で生活し、高度な社会を形成する。オスとメスの性差が大きい動物である。また、ヒヒという和名は伝説上の動物狒々にちなむ。

## 分類
以下の現生種の分類は、「日本モンキーセンター 霊長類和名リスト 2018年11月版」に従う。キンダヒヒはキイロヒヒと同種とされることもある。
- Papio anubis アヌビスヒヒ Olive baboon
- Papio cynocephalus キイロヒヒ Yellow baboon
- Papio hamadryas マントヒヒ Hamadryas baboon
- Papio kindae キンダヒヒ Kinda baboon
- Papio papio ギニアヒヒ Guinea baboon
- Papio ursinus チャクマヒヒ Chacma baboon

なお、ゲラダヒヒ (Theropithecus gelada) はゲラダヒヒ属 (Theropithecus) に属する動物である。